# Michele Rabbia
Michele Rabbia (Torino, 1965) è un batterista e percussionista italiano.

## Biografia
La sua formazione musicale ha inizio sotto la guida di Giorgio Artoni, percussionista del Teatro Regio di Parma, e del batterista Enrico Lucchini. Nel 1986 si trasferisce negli Stati Uniti dove studia presso la Berklee College of Music di Boston con Alan Dawson e Joe Hunt.
Dal rientro in Italia nei primi anni novanta entra a far parte del gruppo Aires Tango, fondato nel 1994 insieme al sassofonista Javier Girotto ed inizia la collaborazione con, tra gli altri, Antonello Salis, Dominique Pifarély, Michel Godard, Rita Marcotulli, Sajncho Namčylak, Maria Pia De Vito, Eugenio Colombo e Stefano Battaglia. Con quest'ultimo a partire dal 1999 incide diversi album in duo con l'etichette Via Veneto ed ECM.
Attivo da alcuni anni a Parigi, partecipa ad altri progetti con Eivind Aarset, Andy Sheppard, Émile Parisien e nel mentre continua le sue collaborazioni in Italia con, tra gli altri, Paolo Fresu, Rosario Giuliani e Gianluca Petrella. Lavora inoltre in duo con il contrabbassista Daniele Roccato e con il percussionista Ingar Zach membro del gruppo di improvvisazione Dans les Arbres.  Apprezzato solista, da ricordare sono anche le collaborazioni con Roscoe Mitchell, membro fondatore dello storico Art Ensemble of Chicago, Dacia Maraini,  nel campo della letteratura, Gabriele Amadori e James Turrell, per le arti visive e Virgilio Sieni per la danza.

## Discografia parziale
Di seguito è elencata una discografia parziale:
- Grandes Amigos (Equipe, 1996) - con Antonello Salis e Javier Girotto
- Mediana (EGEA, 1999) - con Paolo Damiani
- Stravagario (Via Veneto Jazz, 2002) - con Stefano Battaglia
- Atem (Splasc(H), 2002) - con Battaglia, Pifarély, Courtois e Godard
- Le Regard D'un Ange (Symphonia, 2003) - con Michel Godard e Gabriele Mirabassi
- We are (Symphonia, 2003) - con Giovanni Meier
- Shifting Grace (C.A.M. Jazz, 2006) - con Marilyn Crispell e Vincent Courtois
- Pastorale (ECM, 2010) - con Stefano Battaglia
- Il Pergolese (ECM, 2011) - con Maria Pia De Vito, François Couturier e Anja Lechner
- Dokumenta Sonum (C.A.M. Jazz, 2013)
- Cinema Italia (Via Veneto Jazz, 2016) - con Rosario Giuliani, Luciano Biondini ed Enzo Pietropaoli
- In Nomine: Thinking of Giacinto Scelsi (Stradivarius, 2016) - con Ciro Longobardi e Daniele Roccato
- Saison 3 (Label Bleu, 2017) - con Emile Parisien e Roberto Negro
- Evansiana (Dodicilune, 2016) - con  Paul McCandless, John Taylor, Pierluigi Balducci
- Altissima Luce: Laudario Di Cortona (XIII Sec.) (Amadeus, 2017) - con Paolo Fresu
- Verso Il Primo Maggio 2017 (2017) - con Giancarlo Schiaffini
- Lost River (ECM, 2019) - con Eivind Aarset, Gianluca Petrella
- [so-nò-ro] (C.A.M. Jazz, 2019) - con Ingar Zach